# پیننیه
پینیه (به مجاری:  Pinnye) یک شهرداری در مجارستان است که در ناحیه شوپرون واقع شده‌است. پینیه ۸٫۶۵ کیلومتر مربع مساحت و ۳۵۱ نفر جمعیت دارد.